# Szkoła Ochrony i Inżynierii Środowiska im. Walerego Goetla
Szkoła Ochrony i Inżynierii Środowiska im. Walerego Goetla – jednostka pozawydziałowa Akademii Górniczo-Hutniczej w Krakowie wspierająca działalność naukowo-dydaktyczną Uczelni w zakresie zainicjowanej przez Walerego Goetla integracji różnych dyscyplin nauki w celach oszczędnej gospodarki zasobami przyrody oraz humanizacji techniki poprzez upowszechnianie najlepszych technologii i sposobów poprawy jakości życia.

## Działalność
Głównym kierunkiem działania Szkoły jest popularyzowanie przesłanek naukowo-technicznych dla zrównoważonego rozwoju społeczno-gospodarczego ze szczególnym uwzględnieniem proekologicznej modernizacji przemysłu i tworzenia nowych miejsc pracy. Integruje ona potencjał merytoryczny całej Uczelni dla potrzeb interdyscyplinarnych badań, ekspertyz i szkoleń służących poprawie stanu środowiska człowieka, a także promocji proekologicznych technologii i systemów zarządzania w skali krajowej i międzynarodowej.
Radę programową Szkoły stanowią przedstawiciele kilkunastu dyscyplin naukowo-technicznych z większości Wydziałów AGH oraz wybitni naukowcy z Polonii z Francji, Niemiec i Szwajcarii.
Jako jednostka międzywydziałowa, Szkoła podległa bezpośrednio JM Rektorowi AGH prof. dr hab. inż. Tadeusz Słomka. W swojej merytorycznej działalności naukowej i organizacyjnej szkoła podlega Prorektorowi ds. Nauki, którym obecnie jest prof. dr hab. inż. Andrzej R. Pach.
Zakres działalności:
- dydaktyka w zakresie studiów podyplomowych,
- propagowanie nauki przez konferencje i szkolenia,
- realizacja projektów naukowo-badawczych i ekspertyz.

## Lokalizacja
Obecnie sekretariat Szkoły znajduje się w należącym do kampusu AGH budynku B3, pok. 202 (drugie piętro).

## Władze

### Rada Programowa
Przewodniczącym Rady Programowej jest prof. dr hab. Mariusz Holtzer z Wydziału Odlewnictwa. Pozostali członkowie:
| prof. dr hab. Jan W. Dobrowolski                | Wydział Geodezji Górniczej i Inżynierii Środowiska                         |
| dr hab. Barbara Kubica, prof. AGH               | Wydział Energetyki i Paliw                                                 |
| dr inż. Adam Ćmiel                              | Wydział Matematyki Stosowanej                                              |
| dr inż. Mirosław Zimnoch                        | Wydział Fizyki i Informatyki Stosowanej                                    |
| dr hab. inż. Tadeusz Pindór                     | Wydział Zarządzania                                                        |
| prof. dr hab. inż. Adam Piestrzyński            | Wydział Geologii, Geofizyki i Ochrony Środowiska                           |
| prof. dr hab. inż. Włodzimierz Kowalski         | Wydział Inżynierii Mechanicznej i Robotyki                                 |
| dr hab. inż. Krzysztof Kołodziejczyk            | Wydział Inżynierii Mechanicznej i Robotyki                                 |
| dr hab. inż. Marian Banaś, prof. AGH            | Wydział Inżynierii Mechanicznej i Robotyki                                 |
| dr hab. inż. Tadeusz Pająk.prof. AGH            | Wydział Inżynierii Mechanicznej i Robotyki                                 |
| dr hab. inż. Maria Maj, prof. AGH               | Wydział Odlewnictwa                                                        |
| dr hab. inż. Wiesław Nowak, prof. AGH           | Wydział Elektrotechniki, Automatyki, Informatyki i Inżynierii Biomedycznej |
| prof. dr hab. Tomasz Stapiński                  | Wydział Informatyki, Elektroniki i Telekomunikacji                         |
| dr inż. Monika Kuźnia                           | Wydział Inżynierii Metali i Informatyki Przemysłowej                       |
| dr Magdalena Parus                              | Wydział Humanistyczny                                                      |
| dr hab. Jan Migdalski, prof. AGH                | Wydział Inżynierii Materiałowej i Ceramiki                                 |
| dr hab. inż. Alicja Uliasz-Bocheńczyk           | Wydział Górnictwa i Geoinzynierii                                          |
| dr hab. inż. Marek Kopacz, prof. AGH            | Wydział Geodezji Górniczej i Inżynierii Środowiska                         |
| dr hab. inż. Joanna Karwan-Baczewska, prof. AGH | Wydział Metali Nieżelaznych                                                |
| dr hab. inż. Jan Macuda, prof. AGH              | Wydział Wiertnictwa, Nafty i Gazu                                          |

### Kierownictwo
Kierownikiem Szkoły jest dr hab. inż. Marian Banaś, prof. AGH. Funkcję zastępców kierownika pełnią:
- dr hab. inż. Maria Maj, prof. AGH
- dr hab. inż. Krzysztof Kołodziejczyk

## Historia[4]
Początkiem lat 90. grupa inicjatywna, złożona z dziekanów wydziałów: Geodezji Górniczej i Inżynierii Środowiska (WGGiIŚ), Geologii Geofizyki i Ochrony Środowiska (WGGiOŚ), Górniczego (WG) oraz Inżynierii Mechanicznej i Robotyki (WIMiR), opracowała koncepcję działalności jednostki zajmującej się w AGH kompleksowo ochroną i inżynierią środowiska w myśl koncepcji zrównoważonego rozwoju w rozumieniu prof. W. Goetla. Starania te zaowocowały powstaniem Szkoły Ochrony i Inżynierii Środowiska im. Walerego Goetla w Akademii Górniczo-Hutniczej.
Formalnie początkiem istnienia Szkoły jest dzień 25 czerwca 1992 roku. Wtedy to Senat AGH przyjął uchwałę powołującą Szkołę, jednocześnie zatwierdzając Zasady Działania Szkoły, czyli wstępną wersję regulaminu działania tej jednostki. Na podstawie tej uchwały JM Rektor AGH, prof. Jan Janowski, wyznaczył pełnomocnika rektora do utworzenia rady Programowej Szkoły w  osobie profesora Jana Gocała  z Wydziału GGiIŚ.
We wrześniu 1992 roku JM Rektor powołał Radę Programową i Przewodniczącego Rady Programowej Szkoły w osobie prof. Jerzego Chwastka z Wydziału GGiIŚ, a na posiedzeniu Rady Programowej Szkoły w styczniu 1993 r. wybrano Kierownika Szkoły w osobie profesora Józefa Gęgi – prodziekana Wydziału Inżynierii Mechanicznej i Robotyki. Rada Programowa Szkoły, skupiająca początkowo przedstawicieli dziewięciu wydziałów AGH,  opracowała Regulamin Szkoły, który został nadany przez JM Rektora AGH i obowiązywał do 2014 roku, kiedy został uaktualniony i dostosowany do bieżących uwarunkowań.

### Przewodniczący Rad Programowych Szkoły
- 1992-2000 – Prof. Jerzy Chwastek
- 2000-2012 – Prof. Jan W. Dobrowolski
- 2012-nadal – Prof. Mariusz Holtzer

### Kierownicy Szkoły
- 1993-2001 – Prof. Józef Gęga
- 2001-2013 – Prof. Włodzimierz Kowalski
- 2013-nadal – Prof. Marian Banaś